# Stephan Guiance
Esteban Stephan "Steppan" Guiance Pereira, född 4 juli 1960, var VD för Hockeyallsvenskan under perioden 2015-2020. Han är även sångare för punkbandet KSMB.  Han har varit sångare i KSMB sedan starten 1978. KSMB splittrades 1982 och men har sedan dess återförenats några gånger. 2015 tog Guiance över styret av Hockeyallsvenskan. I september 2021 utsågs Guiance till generalsekreterare för E-sportförbundet SESF.